# Qntm
Sam Hughes (nacido en 1983), conocido en línea como qntm (pronunciado "quantum"), es un programador Británico y autor de ciencia ficción. En su sitio web personal, Hughes sube historias cortas tales como "Lena" (2022), sobre la primera instantánea digital de un cerebro humano y novelas seriales tales como Ra y Fine Structure. El también ha escrito para la Wiki de SCP, y su libro There Is No Antimemetics Division (2021) el cual esta derivado de ese universo ficticio. El contribuyo a SCP-055 junto con el usuario CptBellman.
En 2022, Hughes creó Absurdle, una variante de Wordle donde la palabra cambia con cada adivinación, mientras todavía sigue permaneciendo fiel a las pistas previas. The Guardian lo describió como la "versión Maquiavélica de Wordle", y Hughes lo describió como un "experimento para encontrar la variante [...] mas difícil de Wordle", comparándolo con uno de sus proyectos previos, la variante de Tetris, Hatetris.